# Stereochimie

Un centru chiral (sau centru de chiralitate) este un atom de carbon care are patru substituenți diferiți.

Stereochimia este o ramură a chimiei care studiază aranjarea spațială relativă a atomilor care formează o moleculă și proprietățile fizico-chimice care se datorează acestei aranjări. Dintre toți izomerii, stereochimia studiază stereoizomerii și de asemenea moleculele care prezintă chiralitate.
Cercetătorii John Cornforth și Vladimir Prelog au primit Premiul Nobel în anul 1975 pentru studiile în domeniul stereochimiei și al stereoizomeriei alcaloizilor, enzimelor, antibioticelor și a altor compuși naturali.